# El Mayor
El Mayor är en sång skriven av Silvio Rodriguez, och inspelad av honom 1975. Med text på svenska av Björn Afzelius spelades den in 1988 av honom som Don Quixote.

### Fotnoter
1. ↑  Joakim Tegblom. ”Låtar du trodde var svenska”. Arkiverad från originalet den 26 oktober 2013. https://web.archive.org/web/20131026075436/http://gotiskaklubben.wordpress.com/2013/09/22/latar-du-trodde-var-svenska/. Läst 19 juni 2014.